# Bonitete na delovnem mestu
Beseda boniteta izvira iz latinskih besed »bonus« (dober) in besede »bonitas« (ugodnost). Bonitete v Sloveniji ureja Zakon o dohodnini, ki opredeljuje tako vrsto bonitet kot njihovo obdavčitev. Zakon o dohodnini (39. člen)  navaja, da je boniteta vsaka ugodnost v obliki proizvoda, storitve ali druge ugodnosti v naravi, ki jo delojemalcu ali njegovemu družinskemu članu zagotovi delodajalec ali druga oseba v zvezi z zaposlitvijo. Seveda pa s finančnega in zakonodajnega vidika tudi pri bonitetah naletimo na nekaj omejitev oziroma slabosti; tako podjetje kot posameznik morajo natančno analizirati koristnost in smiselnost bonitet.
Zaradi potreb davčne zakonodaje in pomoči pri odmeri dohodnine je komaj v 21. stoletju umetno nastal termin boniteta. Sprva je bila boniteta neka ugodnosti npr. v obliki proizvoda ali storitve, saj so določena plačila lažje zagotovili kot denarna plačila, prav tako niso poznali nobenih davčnih obremenitev. Z veljavno zakonodajo pa postajajo bonitete vse pomembnejši in pogostejši del plačno nagrajevalnega sistema. V ožjo opredelitev bi zajeli tiste ugodnosti, ki jih kot bonitete priznava veljavna davčna zakonodaja in so obdavčljive (npr. služben avto, nastanitev). Tiste ugodnosti, ki so vsebinsko primerljive z bonitetami, vendar po veljavni zakonodaji ne štejejo za bonitete, pa spadajo v širšo opredelitev (npr. parkirni prostor, računalnik).

## Nefinančno nagrajevanje
Poleg finančnega poznamo tudi nefinančno nagrajevanje, kamor spadajo bonitete. Nefinančne nagrade lahko zaposlenemu naredijo službo bolj privlačno, saj ne izboljšajo le posameznikovega finančnega položaja, ampak predvsem kvaliteto dela in časa, ki ga posameznik preživi v službi. Sem spadajo vse oblike nagrajevanje, ki ne zajemamo neposrednih denarnih izplačil. Nefinančne nagrade delimo na materialne in nematerialne nagrade. Pri materialnih nagrad je dobro, da se nanašajo na inovativnost zaposlenega – zaposleni dobi nova znanja in motivacijo, podjetje pa lahko zaupa zaposlenemu, da se bo poskušal čim bolj dokazati. Pri bonitetah gre v večini primerov za nedenarno nagrajevanje, poudarjajo se nematerialni motivacijski dejavniki. Boniteta lahko namreč prinaša tudi večji ugled (npr. osebno vozilo) ali pa nudi socialno varnost (npr. pokojninsko zavarovanje).
 Ugodnosti pri delu razdelimo v šest skupin:
1. avtomobili in bencin podjetja (za poslovno ali zasebno uporabo);
2. finančna pomoč (npr. posojilo za nakup hiše);
3. socialno in zdravstveno varstvo (nudijo osebno varnost);
4. osebne potrebe (pomoč pri financiranju dopusta);
5. dodatne nematerialne ugodnosti (pripomorejo h kakovosti delovnega življenja in k privlačnosti dela za zaposlenega);
6. druge ugodnosti (npr. dodatek za oblačila, povračilo stroškov telefona).

 Cilji, ki so povezani z ugodnostmi pri delu: 
- v čim večji meri zadovoljiti osebne potrebe zaposlenih;
- imeti konkurenčen in privlačni sistem celovitega nagrajevanja, ki privablja in ohranja ustrezen kader;
- z vidika davkov zagotoviti učinkovito metodo nagrajevanja;
- da bi bila pripadnost zaposlenih v organizaciji čim večja.

## Zakon o dohodnini[1]
Zakon o dohodnini (39. člen) navaja, da je boniteta vsaka ugodnost v obliki proizvoda, storitve ali druge ugodnosti v naravi, ki jo delojemalcu ali njegovemu družinskemu članu zagotovi delodajalec ali druga oseba v zvezi z zaposlitvijo. V okviru splošnega dela Zakona o dohodnini (16. člen) se za družinskega člana šteje: zakonec zavezanca ali izvenzakonski partner; otrok, posvojenec ali pastorek zavezanca ali otrok zavezančevega izvenzakonskega partnerja; starši ali posvojitelji zavezanca. Iz zakona pa ni razvidno, pri kom se obdavčijo bonitete, ki so jih prejeli družinski člani zaposlenega; ali gre za dohodke zaposlenega, ki je ustvaril pogoje, ali za dohodke družinskega člana, ki je prejel boniteto. Na podlagi primerljive tržne cene pa se praviloma določni znesek bonitete. Prav tako je v Zakonu o dohodnini opredeljeno, da so bonitete le ugodnosti v naravi. V primeru, da je boniteta denarne oblike, se obravnava kot samostojni dohodek in se tako tudi obdavči. 37. člen Zakona o dohodnini in prvi odstavek 3. člena Zakona o prispevkih za socialni varstvo določata, da so kot dohodek iz delovnega razmerja obdavčene tiste bonitete, ki jih delodajalec daje svojim zaposlenim, prav tako predpisujeta, da se od bonitet zaposlenih obračunavajo tudi prispevki za socialno varnost.
Po Zakonu o dohodnini (39. člen) boniteta vključuje:
1. uporabo osebnega vozila za privatne namene,
2. nastanitev,
3. posojilo brez obresti ali z obrestno mero, ki je nižja od tržne,
4. popust pri prodaji blaga in storitev,
5. izobraževanje delojemalca ali njegovega družinskega člana,
6. zavarovalne premije in podobna plačila,
7. darila, ki jih zagotovi delodajalec na podlagi ali zaradi zaposlitve nekdanjemu, sedanjemu ali bodočemu delojemalcu ali njegovemu družinskemu članu,
8. pravico delojemalcev do nakupa delnic.

Za boniteto pa se ne štejejo:
1. ugodnosti manjših vrednosti, ki jih delodajalec zagotavlja vsem delojemalcem pod enakimi pogoji, kot je zlasti regresirana prehrana med delom, uporaba prostorov za oddih in rekreacijo, pogostitve ob praznovanjih in v drugih podobnih primerih zagotavljanja običajnih ugodnosti;
2. plačila delodajalca za dopolnilno izobraževanje in usposabljanje delojemalcev, ki je v zvezi s poslovanjem delodajalca, vključno z izobraževanjem in usposabljanjem v okviru izvajanja promocije zdravja na delovnem mestu v skladu z zakonom, ki ureja varnost in zdravje pri delu;
3. plačila delodajalca za zdravstvene preglede delojemalcev, ki jih je delodajalec dolžan zagotoviti na podlagi zakona, ki ureja varnost in zdravje pri delu in bi opustitev zdravstvenega pregleda oziroma plačila pomenila kršitev zakona in s tem kazensko odgovornost delodajalca;
4. plačila delodajalca za cepljenje delojemalcev, pod pogojem, da iz izjave o varnosti z oceno tveganja delovnega mesta delojemalca skladno s predpisi, ki urejajo varnost in zdravje pri delu, sledi, da je treba takemu delojemalcu zagotoviti cepljenje;
5. plačila delodajalca za zavarovanje delojemalcev za nesreče pri delu, ki ga je delodajalec dolžan zagotoviti na podlagi zakona in bi opustitev zavarovanja oziroma plačila pomenila kršitev zakona;
6. uporaba parkirnega prostora, ki ga delodajalec zagotovi delojemalcu;
7. uporaba računalniške in telekomunikacijske opreme, ki jo delodajalec zagotovi delojemalcu.

## Zakonsko opredeljene bonitete
Uporaba osebnega vozila za privatne namene: 
Uporaba osebnega vozila v zasebne namene ima precej velik motivacijski učinek, saj zaposlenemu zmanjša marsikateri strošek. Je ena izmed najbolj zaželenih bonitet. Seveda pa je potrebno s strani delodajalca razmisliti, ali je taka boniteta smiselna. Gre za avtomobile in druga motorna vozila, ki so konstruirana predvsem za prevoz oseb, vključno z motornimi vozili za kombinirani prevoz ljudi in blaga (tipa "karavan", "kombi" itd.) in dirkalnimi avtomobili. V davčno osnovo delojemalca se všteva 1,5 % nabavne vrednosti vozila mesečno za vsak začetni koledarski mesec uporabe vozila. Z vsakim nadaljnjim letom se cena zniža. Nabavna vrednost se zmanjša za 50 %, če delodajalec mesečno prevozi manj kot 500 km, poveča pa se za 25 %, če delodajalec zagotovi gorivo za privatno uporabo vozil. Dejanske stroške goriva je potrebno sorazmerno razmejiti, če podjetje na zagotavlja goriva za opravljanje poti v privatne namene. V pomoč pri izračunu se lahko porabljajo podatki o povprečni porabi goriva za posamezen tip vozila.
Nastanitev: 
Nastanitev se šteje kot boniteta le, če ni opredeljena v pogodbi kot del plače. V tem primeru se tudi ne všteva v pokojninsko osnovo. Predvsem mednarodna podjetje oziroma tista podjetja, ki zaposlujejo tuje delavce, se poslužujejo plačevanja najemnin za stanovanje. Takšna boniteta pa je tudi ustrezno obdavčena, na podlagi primerljive tržne cene se določni vrednost posameznega dohodka. Če teh podatkov oz. podatka o stroških delodajalca nimamo, se za ugotovitev vrednosti skladno z zakonom upošteva 0,6 % tržne vrednosti premoženja. V davčno osnovno delavca se všteje tržna vrednost nastanitve ne glede na to, ali je delavec v nekem obdobju ni uporabljal; npr. ker je bil na dopustu ali v bolnišnici.
Posojilo brez obresti ali z obrestno mero, ki je nižja od tržne: 
Če delodajalec za posojilo ne zahteva nobenih obresti, ali pa so le-te nižje od obresti, ki jih določi minister za finance, govorimo o boniteti. Čeprav delodajalcu ni potrebno plačevati obresti, se le-te kljub temu po novem zakonu obdavči z dohodnino. Za priznano obrestno mero se upošteva tista, ki je objavljena na dan odobritve posojila. Takšna boniteta omogoča ne le hitrejše in cenejše odplačevanje kredita, temveč poveča tudi kakovost in načrtovanje življenja, saj osebi ni potrebno preplačati kredita, ki bi ga odobrila banka.
Popust pri prodaji blaga in storitev: 
Podjetje zaposlenim ponudi določen popust pri nakupu njihovega blaga, saj ne želijo, da bi kupovali pri konkurenčnih podjetjih. Na ta način se zaposleni tudi poistovetijo s svojimi izdelki. V davčno osnovo se všteva razlika med prodajno ceno in ceno, ki jo je delavec plačal za blago.
Izobraževanje: 
Kadar delodajalec namesto zaposlenega ali njegovega družinskega člana poravna šolnino in preostale stroške izobraževanja govorimo o boniteti. Izobraževanje, ki se šteje kot boniteta, ne sme biti povezano s poslovanjem delodajalca. Kar 77 % menedžerjev vseh slovenskih podjetji je deležnih takšne bonitete. Pričakujemo, da bo v prihodnosti to ena izmed bolj cenjenih bonitet, saj stroški dodatnih izobraževanj strmo naraščajo.
Zavarovalne premije in podobna plačila: 
Sem spadajo le tista zavarovanja, ki jih zakon ne izključuje. Gre za vsa dodatna zavarovanja (npr. pokojninska, nezgodna), nadstandardna zavarovanja, življenjska zavarovanja itd.
Darila: 
Vsa darila, ki presegajo določeno vsoto, se štejejo za boniteto. Delodajalci najpogosteje podarijo uro, zlato pisalo, potovanje, razkošno večerjo, knjigo, kovčke, prenosne telefone in računalnike. Vrednost pridobljenega darila je davčna osnova za prejeta darila. Če delodajalec podari otroku delojemalca darilo v mesecu decembru, se vrednost darila ne všteva v davčno osnovo delojemalca, če njegova vrednost ne presega 42 eurov. Navedeno velja za darilo otroku do starosti 15 let.
Delniške opcije: 
Kadar ima zaposleni pravico do nakupa delnic po znižani ceni, se boniteta ugotavlja na dan, ko je bila pravica izvršena. Razlika med dogovorjeno in tržno ceno delnice na dan izvršitve nakupa pomeni donos zaposlenega. Gre predvsem za način nagrajevanja in stimuliranja vodilnih kadrov.

## Druge, manj pogoste bonitete[7]
Obstaja tudi nekaj ugodnosti, ki jih zakon posebej ne opredeljuje, vendar so v primeru, da gre za zasebno uporabo, predmet obdavčitve z dohodnino. 
Med take bonitete spadajo npr.:
- Službene obleke in uniforme: uniforme so določene z zakoni/pravilniki le za nekatere poklice, v ostalih primerih pa se lahko vštevajo v osnovno dohodka iz delovnega razmerja. Torej če je zagotovitev obleke nujna in obvezna, ne predstavlja bonitete za zaposlenega.
- Službene kreditne kartice: dohodnino obračunamo v primeru da zaposleni s kreditno kartico plačuje blago in storitve, ki jih nato porabi za zasebne namene. O boniteti pa ne govorimo, kadar gre za uporabo kreditne kartice v službene namene.
- Prehrana in pogostitve za zaposlene in poslovne partnerje: kadar gre za vzpostavitev oziroma vzdrževanje poslovnih stikov s kupci/dobavitelji, to predstavlja reprezentančni dogodek, posledično pa je takšna tudi davčna obravnava te pogostitve.

## Nagrajevanje in motiviranje[2]
Z bolj ekonomskega vidika bi lahko rekli, da je motivacija pripraviti zaposlene, da si želijo narediti tisto, kar vodje zahtevajo od njih. Učinkovitost in odgovornost lahko namreč pričakujemo le od tistih, ki so za delo navdušeni in izobraženi. Sredstva za spodbujanje motivacije so lahko različne nagrade, priznanja, stimulacije itd., ki delujejo v smeri pozitivnega motiviranja. Kadar govorimo o spodbudi in izvoru energije, ki motivira človeka, govorimo o motivacijskih dejavnikih. Ti pa so lahko materialni ali nematerialni. Bonitete so pomembno orodje motiviranja ravno zaradi večplastnosti ter raznolikosti, saj se v njih prepletajo tako materialni kot nematerialni dejavniki motiviranja.
Podjetja si želijo imeti inovativne, natančne, ustvarjalne in predvsem motivirane zaposlene. Njihovo motiviranost želijo delodajalci doseči preko različnih strategij. Glede na ogromno konkurenco na trgu, so motivirani zaposleni ključna prednost podjetja. Ena izmed možnosti uspešnega motiviranja so tudi bonitete. Bonitete sicer uvrščamo med nedenarno nagrajevanje, vendar jih vseeno lahko uspešno uporabimo kot sredstvo za nagrajevanje in motiviranje. Bonitete lahko predstavljajo tako materialni kot nematerialni motivacijski dejavniki. Ker ljudje vedno več časa preživijo v službah in imajo zelo hiter tempo življenja, tudi nematerialne komponente pridobivajo na veljavi.

#### Maslowova in Herzbergova teorija
Skupna in osnovna ugotovitev motivacijskih teorij je, da je človekova navdušenost za delo v veliki meri odvisna od stopnje njegove motivacije, to pa posledično vpliva na njegovo produktivnost in delovno uspešnost. Maslow v svoji hierarhiji človekovih potreb govori o tem, da si potrebe sledijo od najbolj elementarnih do tistih bolj kompleksnih. Motivacijska vrednost osebnega dohodka se zmanjšuje, če ima oseba v veliki meri že zagotovljeno zadovoljevanje osnovnih življenjskih potreb. Maslowova ugotovitev, da zadovoljena potreba ne motivira več, je lahko za podjetja zelo uporabna. S pomočjo preprostih vprašalnikov lahko podjetja ugotovijo, kaj njihove zaposlene v tistem trenutku motivira ter na podlagi tega določiti vrsto bonitete. Herzberg  pa je v svoji dvofaktorski teoriji dejavnike razdelil na motivatorje (dejavniki, ki povzročajo zadovoljstvo če so zadovoljeni in ne povzročajo nezadovoljstva, če niso zadovoljeni) in higienike (dejavniki, ki ne povzročajo zadovoljstva s prisotnostjo in povzročajo nezadovoljstvo, če niso prisotni). Za podjetja je ta teorija uporabna, ker govori o motivatorjih, s katerimi je mogoče izzvati aktivnosti pri zaposlenih in higienikih, s katerimi je mogoče povzročati zadovoljstvo, ki bo odstranilo napetost ter posledično usmerilo človekovo aktivnost v delo.

#### Značaj bonitet
Variabilni del plače, ki se spreminja z doseganjem ciljev posameznika in oddelka, predstavlja možnost za nagrajevanje in motiviranje zaposlenega. V tujini, predvsem v Ameriki, predstavlja variabilni del plače kar 80 %, fiksni pa le 20 %. V slovenskih podjetjih pa variabilni del predstavlja največ 20 % (v večini primerov 5 %). Raziskave so pokazale, da ima večina zaposlenih celotno plačo fiksno, kar z vidika motiviranja zaposlenih ni najbolj ustrezno. Značaj bonitet je lahko tako fiksen kot variabilen, od njega pa je lahko odvisen tudi način motiviranja. Bonitete fiksnega značaja pritegnejo ustrezen kader ter ga pomagajo obdržati, niso pa najboljši motivator. Bonitete z variabilnim značajem so veliko večji motivator, saj so neposredno vezane na uspešnost posameznika, tako tudi lažje uskladimo prihodke podjetja in stroške dela. Če zaposleni napreduje le, če je uspešen pri svojem delu in je bonitete deležen le z napredovanjem, govorimo o boniteti, ki je tako fiksnega kot variabilnega značaja. Bonitete je potrebno prilagajati zaposlenim glede na njihove želje, potrebe, okolje itd., saj močno vplivajo na to, kaj bo zaposleni podjetju dal in kaj pričakoval v zameno za svoj vložek. Čeprav je trenutno v Sloveniji večji del bonitet fiksnega značaja, torej boniteta ni neposredno povezana z uspešnostjo posameznika, lahko v prihodnosti pričakujemo, da bodo na pomenu pridobile tiste bonitete, ki so po samem značaju bolj podobne variabilnemu nagrajevanju.

#### Psihološka pogodba
Pojem psihološke pogodbe se uporablja v povezavi z motivacijo zaposlenih. Gre za to, kaj bo zaposleni pričakoval v zameno za svoj vložek in koliko je pripravljen vložiti. Ne gre za list papirja, dogovor ni nikjer zapisan. So pa v psihološko pogodbo vključeni materialni dejavniki in nematerialni dejavniki. Pričakovanja zaposlenega so odvisna od njegovih potreb, želja, vrednost itd. Velikokrat so pričakovanja zaposlenih višja, kot jih zmore uresničiti delodajalec. Če je psihološka pogodba kršena v veliki meri, pade motivacija zaposlenih, nezadovoljstvo ter odsotnost z dela se povečata itd.